# Рамиро I (король Арагона)
Рамиро I  (исп. Ramiro I de Aragón ; ок. 1008 — 8 мая 1063) — король Арагона с 1035 года. Старший, но внебрачный сын короля Наварры Санчо III Великого и его любовницы Санчи Айбар.

## Биография

### Появление
Матерью Рамиро была Санча Айбар. Её происхождение, статус при дворе Санчо III Великого, примерная дата рождения Рамиро и его место и положение среди детей наваррского короля вызывают споры. Это связано с тем, что источники, описывающие период, создавались в период кастильско-арагонского соперничества. И место, а также статус Рамиро и Фердинанда (основателей этих государств) среди сыновей Санчо Великого был важен.
Санчу Айбар именуют благородной дамой из замка Айбар («Ayunarum»). «Большая Каталонская энциклопедия» пишет, что Санчо Великий и Санча Айбар вступили в любовную связь до того как наваррский король 27 июня 1011 года женился на Мунии Кастильской.. Результатом этой связи Санчо Великого с Санчей Айбар стал Рамиро.
Это связано с тем, что Санчо Великий как король делал дары церкви. Сохранились его хартии (грамоты) об этом. 24 июня 1011 года в его грамоте монастырю Сан-Мильян-де-ла-Коголья упомянут «Ranimirus regulus». В хартии о уставе монастыря Лейра от 17 апреля 1014 «Ranimirus proles regis, Garseanes frater eius, Gundisaluus frater eius, Ferdinandus frater eius» он назван первым среди сыновей Санчо. Дело осложняется тем, что в хартии монастырю Сан-Мильян-де-ла-Коголья от 1020 года упомянуты два Рамиро «Momadonna regina cum filiis meis Garsea regulus, Ranimirus frater eius, Ranimirus alius frater eius…».
На основе этого позиции исследователей разнятся. Кто-то считает, что у Санчо было два сына с именем Рамиро («Ranimirus regulus»). Был ли один из них от Мунии Кастильской исследователям непонятно, так как два Рамиро в одном документе упоминаются лишь раз. В связи с тем, что в хартии 1011 года упомянут regulus (то есть «принц») Рамиро, его относят к сыновьям Мунии. Есть версия, что в грамоте 1011 года упомянут Рамиро Арагонский, которого в качестве regulus признал и легитимизировал Санчо Великий. Но версия о легитимизировании критикуется. Возможен вариант, что был лишь один Рамиро.
Исходя из этого, дату рождения первого арагонского короля исследователи относят либо к периоду до 1011 года, либо около 1020 года.
Вне зависимости от того, когда и в каком качестве родился Рамиро I Арагонский, источники не видят разницы в статусе и обращении между ним и его братьями Гарсией III Наваррским, Фердинандом I Кастилильским и Гонсало Собрарбе-Рибагорса, сыновьями Мунии Кастильской

### Правление
При жизни отца Рамиро I получил графство Арагон. Графство включало территорию между долинами Ронкаля и Хистайна.

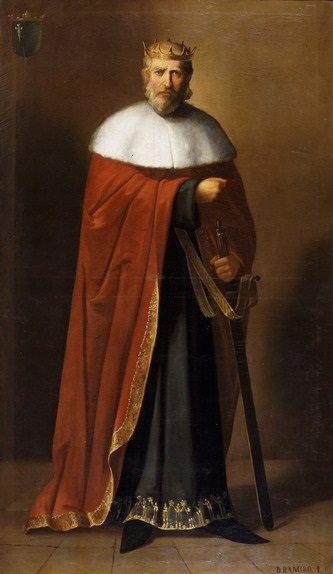
Рамиро I Арагонский. Портрет Мануэля Агирре-и-Мосальбе (1885 год)

В 1035 году, после смерти отца и раздела владений между его сыновьями Рамиро был провозглашён королём Арагона.
Заключив союз с эмиром Туделы, он вместе с мусульманами пытался в 1043 году захватить наваррский трон, но был разбит у Тафальи. H. J. Chaytor писал, что Рамиро был изгнан из страны. ЭСБЭ утверждает, что Рамиро вернул корону лишь благодаря Фердинанду
В 1044 году Рамиро победил своего единокровного брата Гонсало и захватил Собрарбе и Рибагорсу, после чего возглавил борьбу с мусульманами на этом участке границы.
До или после присоединения владений Гонсало Рамиро расширил свою власть на юг, включив территории, прежде входившие в Наварру (замки Сос, Ункастильо, Люсиа и Бель, и взамен за это признал верховенство её королей над Арагоном.
В 1054 году он принимал участие в битве при Атапуэрке, в которой один его брат, король Наварры Гарсия III, был убит другим братом Фердинандом I Кастильским. «Historia Silense» утверждала, что Рамирро в спешке сбежал с поля битвы при Атапуэрке. Большая Арагонская энциклопедия пишет, что после этой битвы Фердинанд Кастильский, Рамиро Арагонский и их племянник Санчо IV Наваррский подписали договор по которому от Наварры к Арагону отходили долина Эска и Вальдонселла.
В начале 1063 года Рамиро предпринял поход против Сарагосы и осадил крепость Граус около Барбастро. Правитель Сарагосы Ахмад I ал-Муктадир, плативший Фердинанду дань, обратился за помощью к королю Кастилии и вместе с ним отбил Граус. После чего Фердинанду не оставалось ничего иного, как начать войну против собственного брата, в ходе которой Рамиро был убит случайной стрелой.
Гибель Рамиро I от мусульманской стрелы вызвала большой резонанс за пределами Испании. Папа римский Александр II призвал христиан помочь Арагону в борьбе с мусульманами Испании. Воинские отряды из южной Франции и Италии пошли в поход на Барбастро, ставший предвестником Крестовых походов.

### Семья
Рамиро I был женат дважды, а также имел любовницу.
Первый брак: с 22 августа 1036 года — Гильберга (тронное имя Эрмесинда) (ок.1015 — 1 декабря 1049), дочь Бернара Роже де Фуа. Дети:
- Тереза (1037—?); муж: Гильом V Бертран (ум. 1063/1067), маркиз Прованса.
- Санчо I (1042/1043 — 4 июня 1094), король Арагона с 1063 года, король Наварры с 1076 года.
- Гарсия (ум. 17 июля 1086), епископ Хаки с 1076/1086, епископ Памплоны с 1078/1083 года.
- Уррака (ум. после 1077/1078).
- Санча (ум. 5 апреля/16 августа 1097); 1-й муж: Понс (975/977—1060), граф Тулузы, Нима, Альби и Керси, маркиз Готии с 1037 года; 2-й муж: с до 1065 года Эрменгол III (ум. 1066), граф Урхеля.

Второй брак: приблизительно с 1054 года — Агнесса Аквитанская, дочь Гильома IV, герцога Аквитании и графа Пуатье. Детей от этого брака не было.
От любовницы Мунии:
- Санчо Рамирес (ум. после 1117), сеньор Айбар с 1066 года.